# Musikjahr 1400
Liste der Musikjahre

11. Jahrhundert |  12. Jahrhundert |  13. Jahrhundert |  14. Jahrhundert | Musikjahr 1400 | 1401 | 1402 | 1403 | 1404 | ► | ►►

Weitere Ereignisse
Dieser Artikel behandelt das Musikjahr 1400.

## Ereignisse und Personalien

### Byzantinisches Reich
- Der byzantinische Komponist Joannes Kladas wirkt um 1400 als Melograph und Sänger an der Hagia Sophia in Konstantinopel.[1]

### Fürstentum Provence
- Der Dominikanerpater Vincent Ferrer predigt an der Kirche St. Sauveur in Aix-en-Provence. Er wird von seinen eigenen Sängern und auf Portativen begleitet.

### Großfürstentum Litauen
- In Vilnius hat Großfürst Vytautas Instrumentalisten, die Flöte, Clavichord und Orgel spielen in seinem Gefolge.[2]

### Heiliges Römisches Reich

#### Grafschaft Holland
- Die Stadt Leiden beschäftigt um 1400 eine Anzahl von Pfeifern und Trompetern, die bei Prozessionen mitwirken.[3]

#### Grafschaft Tirol
- Oswald von Wolkenstein ist nach dem Tod seines Vaters 1399 wieder in Tirol nachweisbar.[4]

#### Königreich Böhmen
- Es ist belegt, dass in Prag Trompeter die Krönungsfeier der Königin Sophie am 15. März begleiten.

### Herzogtum Burgund
- Der niederländische Komponist und Minnesänger Martinus Fabbri wird am Hof des wittelsbachischen Grafen Albrechts IV. von Holland, Seeland und Hennegau in Den Haag als Cantor und Clericus capelle angestellt. Er verstirbt im Mai des Jahres.[5]

### Italienische Staaten

#### Kirchenstaat
- Antonio Zacara da Teramo steht im Februar und März auf der päpstlichen Gehaltsliste als Sänger von Bonifatius IX. in Rom.[6]

#### Padua
- Der italienische Komponist Antonius de Civitate Austrie ist von Dezember 1397 bis März 1400 an der Universität Padua tätig.[7]
- Der franko-flämische Komponist Johannes Ciconia ist ab 1400 in Padua beschäftigt.[8]
- Der Musiktheoretiker Prosdocimus de Beldemandis studiert die artes liberales zwischen 1400 und 1402 in Padua.[9]

### Königreich England
- Der englische Komponist Gervasius de Anglia wirkt um 1400.[10]
- Der englische Komponist Swynford wirkt um 1400.[11]
- John Tyes ist Organist an der Westminster Abbey in London.[12]
- In Norwich finden sich um 1400 erste die city waits betreffende Dokumente. Im Allgemeinen gab es fünf Musiker, die als waits in hohem Ansehen standen.

### Königreich Frankreich
- Der französische Komponist Johannes Haucourt zieht sich von seinem Kanonikat an Ste. Opportune in Paris zurück.[13]

### Königreich Navarra
- Julian de Boseux ist Sänger am Hof Karls III. von Navarra.[14]

### Königreich Polen
- Die Universität Krakau wird reaktiviert und es werden im Jahr 1400 Musikvorlesungen gehalten.

### Ohne genaue Ortsangabe
- Der Komponist und Dichter Johannes Suzoy ist um 1400 tätig.[15]
- Antonius Romanus, ein Komponist wahrscheinlich römischer Herkunft, wirkt zwischen 1400 und 1430.[16]
- Um 1400 lebt am Hofe des Hindu-Vasallenkönigs Śiva Siṃha in Mithila der Dichter und Sänger Vidyāpati.[17]
- In literarischen Zeugnissen wird um 1400 die Besonderheit sizilianischer Gesänge betont. In Gedichtsammlungen werden erstmals Gedichte bzw. Lieder Siciliana genannt.[18]
- Um 1400 kommt eine polyphone Form der Lauda in Gebrauch.

## Kompositionen und Schriften
- Anonymus: N’a pas long tenps, Ballade, um 1400
- Baude Cordier: Tout par compas, um 1400
- Johannes Ciconia:
  - Nova musica oder Musica nova, vermutlich um 1400, Schrift
  - [ba]ptizari virgo Cristina, nicht isorhythmische Motette zu drei Stimmen, unter Vorbehalt Johannes Ciconia zugeschrieben
- Thomas Fabri:
  - Die mey so lieflic wol ghebloit, zweistimmiges Mailied, als Rondeau-Refrain angelegt, um 1400
  - Ach Vlaendre vrie, dreistimmige Ballade, um 1400
  - Sinceram salutem care, Rätselkanon, um 1400
- Johannes Fulginatis: Mercede, o donna, zweistimmige Ballade, entstanden um 1400
- Yusuf bin Nizameddin Kırşehir: Kitâbu’l Edvâr (türkisch), theoretische Abhandlung, um 1400
- Matteo da Perugia: Andray soulet, um 1400
- Nicolaus de Perugia: La fiera testa, dreistimmiges Madrigal, hier wendete er die von der Caccia abgeleitete kanonische Vertonung an, zwischen 1397 und 1400
- Matheus de Sancto Johanne: Ie chante ung chant, Isorhythmisch gebautes Rondeau, um 1400
- Ambrosianisches Missale, vermutlich aus dem Besitz des Mailänder Domkapitels, um 1400
- The Apt Choirbook entsteht um 1400
- Ars ad discantandum contrapunctum, um 1400
- Notiertes Brevier aus York, um 1400 (Handschrift Gough Lit. 1)
- Credo, aus Yoxford, um 1400
- Der Engelberg Codex 314 entstand zwischen 1360 und 1400.
- Les Jeux des sept péchés mortels [Spiele der sieben Todsünden], Mysterienspiel, Orléans, 1400
- Trnava Manuskript, um 1400
- Libellus musicae adiscendae valde utilis, um 1400
- Psalterium-Collectarium speciale, Genf, um 1400

## Instrumentenbau
- An der Stadtkirche St. Marien in Celle wird vermutlich bereits im Jahre 1400 eine Orgel von einem »Hydraulier sive Organista« geschlagen
- Die älteste erhaltene Jahrhundert, gebaut um das Jahr 1400, wurde in Dordrecht im Schloß Huis te Merwede gefunden.
- Ein Blockwerk aus der Kirche von Norrlanda (ca. 1370–1430) auf Gotland ist erhalten und befindet sich heute im Staatlichen Historischen Museum in Stockholm.
- Um 1400 wird erstmals in Posen eine Orgel erwähnt.
- Um 1400 erscheint in Burgund und im Gebiet des Mittelrheins eine kompakte, meist vier- oder fünfsaitige Fidel mit nur leicht eingezogenen Seiten.

## Geboren

### Geboren vor 1400

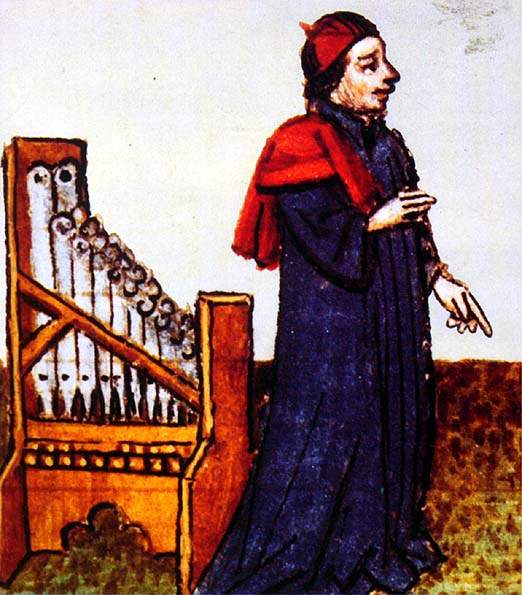
Guillaume Dufay

- Guillaume Dufay, franko-flämischer Komponist, Sänger und Musiktheoretiker († 1474)
- Johannes de Limburgia, franko-flämischer Komponist mehrstimmiger Musik und Sänger († nach 1431)

### Geboren um 1400
- Olivier Basselin, französischer Volksdichter († um 1450)

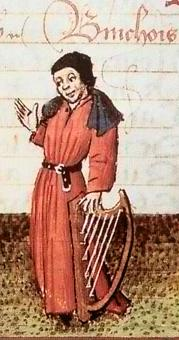
Gilles Binchois

- Gilles Binchois, franko-flämischer Komponist († 1460)
- Egidius Carlerius, französischer Dichter und Musiktheoretiker († unbekannt)
- Johannes Keck, Musiktheoretiker († unbekannt)
- Guillaume Malbecque, südniederländischer Komponist († unbekannt)
- Adran Pieterszoon, niederländischer Orgelbauer († unbekannt)
- Hans Rosenplüt, spätmittelalterlicher Dichter und Meistersinger († um 1460)
- Richard Smert, englischer Komponist († unbekannt)
- Henri Arnaut de Zwolle, flämischer Arzt, Astronom und Musiktheoretiker († 1466)

## Gestorben

### Todesdatum gesichert
- 17. Juni: Johann von Jenstein, böhmischer Erzbischof und Komponist (* zwischen 1347 und 1350)

### Genaues Todesdatum unbekannt
- Martinus Fabri, niederländischer Komponist und Minnesänger (* unbekannt)
- Franco Sacchetti, italienische Schriftsteller (* um 1330)

### Gestorben vor 1400
- Baude Cordier, französischer Komponist und Harfenist (* vor 1364)

### Gestorben um 1400
- Andrea Stefani, italienischer Komponist und Sänger (* unbekannt)